# Episodi di Giudice Amy (quarta stagione)
La quarta stagione della serie televisiva Giudice Amy è stata trasmessa in prima visione negli Stati Uniti d'America da CBS dal 1º ottobre 2002 al 13 maggio 2003.
In Italia è stata trasmessa in prima visione da Canale 5.
| nº | Titolo originale                | Titolo italiano              | Prima TV USA     | Prima TV Italia |
| -- | ------------------------------- | ---------------------------- | ---------------- | --------------- |
| 1  | Lost in the System              | Figli contesi                | 1º ottobre 2002  |                 |
| 2  | Thursday's Child                | La ragazza del giovedì       | 8 ottobre 2002   |                 |
| 3  | Every Stranger's Face I See     | Casa in vendita              | 15 ottobre 2002  |                 |
| 4  | The Frozen Zone                 | Gelo in famiglia             | 22 ottobre 2002  |                 |
| 5  | Cause for Alarm                 | Allarme in casa              | 29 ottobre 2002  |                 |
| 6  | Roses and Truth                 | Una vittima innocente        | 5 novembre 2002  |                 |
| 7  | Damage Control                  | Accordi prematrimoniali      | 12 novembre 2002 |                 |
| 8  | A Pretty Good Day               | Paura d'esame                | 19 novembre 2002 |                 |
| 9  | Boys to Men                     | Bambini e uomini             | 26 novembre 2002 |                 |
| 10 | People of the Lie               | Bugie                        | 10 dicembre 2002 |                 |
| 11 | Lost and Found                  | Rapporti inappropriati       | 17 dicembre 2002 |                 |
| 12 | Ye Olde Freedom Inn             | Paura di cambiare            | 7 gennaio 2003   |                 |
| 13 | The Best Interests of the Child | Per amore di un figlio       | 21 gennaio 2003  |                 |
| 14 | Wild Card                       | Sfida al giudice             | 4 febbraio 2003  |                 |
| 15 | Maxine, Interrupted             | Ispezione                    | 11 febbraio 2003 |                 |
| 16 | Sixteen Going on Seventeen      | Ragazze che crescono         | 18 febbraio 2003 |                 |
| 17 | Judging Eric                    | Tutta la verità              | 25 febbraio 2003 |                 |
| 18 | Looking for Quarters            | Questione di fiducia         | 18 marzo 2003    |                 |
| 19 | Just Say Oops                   | Una bugia di troppo          | 1º aprile 2003   |                 |
| 20 | Requiem                         | Requiem                      | 15 aprile 2003   |                 |
| 21 | Picture of Perfect              | Il ritratto della perfezione | 22 aprile 2003   |                 |
| 22 | Cso: Hartford                   | Il cancelliere               | 29 aprile 2003   |                 |
| 23 | Marry, Marry Quite Contrary     | Paura di amare               | 6 maggio 2003    |                 |
| 24 | Shock and Awe                   | Shock e terrore              | 13 maggio 2003   |                 |

## Figli contesi
- Titolo originale: Lost in the System
- Diretto da: James Frawley
- Scritto da: Barbara Hall

### Trama
Amy presenzia agli incontri di mediazione con il suo ex marito Michael, che continua a chiedere la custodia di Lauren. Maxine riprende il suo lavoro di assistente sociale con un’indagine sulla scomparsa di una bambina di tre anni e prende una decisione in merito alla proposta di matrimonio di Jared. Bruce, che ha perso il lavoro di assistente di Amy, si dimostra molto freddo nei suoi confronti.
- Altri interpreti: Richard Burgi (Michael), Richard Crenna (Jared)

## La ragazza del giovedì
- Titolo originale: Thursday's Child
- Diretto da: Joe Anne Fogle
- Scritto da: Hart Hanson

### Trama
Nell’aula di Amy compaiono i genitori di una ragazza di 17 anni mentalmente ritardata, ma sessualmente attiva, che chiedono la sua interdizione per impedirle di avere figli. Il responsabile degli atti di vandalismo a casa Gray viene arrestato ed Amy lo incontra in carcere. Maxine indaga su un possibile eccessivo uso della forza da parte della polizia durante l’arresto di un membro di una gang giovanile. Kyle viene rimproverato dal suo sponsor per avere interrotto il programma di recupero. Bruce viene contattato da un’insistente avvocato che vuole convincerlo a lottare per riavere il suo posto di lavoro.

## Casa in vendita
- Titolo originale: Every Stranger's Face I See
- Diretto da: Peter Levin
- Scritto da: Alex Taub

### Trama
Amy è molto felice di riavere Bruce al suo fianco in tribunale, ma in aula si trova a dover prendere una decisione molto difficile in merito a chi deve ottenere l’affidamento di un bambino sottratto alla madre con l’inganno e che la donna sta cercando di rintracciare da 10 anni. Maxine discute con Peter circa la vendita della casa e cerca di aiutare un adolescente problematico in affidamento con la passione per la robotica. Amy cerca di convincere Lauren che è ancora troppo giovane per diventare una cheerleader. Kyle chiede ad Amy di scrivergli una lettera di referenze per essere ammesso al tirocinio per diventare medico.

## Gelo in famiglia
- Titolo originale: The Frozen Zone
- Diretto da: Alan Myerson
- Scritto da: Karen Hall

### Trama
Amy si trova a prendere una decisione difficile sul caso di un bambino di otto anni la cui madre è morta nell’attentato al World Trade Center dell’11 settembre e la cui custodia è contesa fra il padre e la nonna materna. Maxine è fortemente contrariata con Amy che ha causato la perdita del suo amato roseto. Bruce viene invitato a parlare ad una conferenza stampa per persone di colore condannate e che per questo hanno subito discriminazioni. Sean, in qualità di padre affidatario inesperto, ha qualche problema con Eric e chiede aiuto a Maxine. Kyle riceve un’offerta di lavoro come rappresentante di farmaci.

## Allarme in casa
- Titolo originale: Cause for Alarm
- Diretto da: Elodie Keene
- Scritto da: Randall Caldwell

### Trama
Amy decide di installare a casa un sistema di sicurezza, in quanto si sente ancora minacciata dal suo persecutore, Jason Lobdel, che si presenta in tribunale dicendo che vuole scusarsi con lei. Maxine si occupa di una ragazza che vive con il nonno e che presenta lividi compatibili con degli abusi. Amy affronta il difficile caso di una ragazza accusata di avere provocato la morte di una bambina che le era stata affidata. Kyle non riesce a cancellare un colloquio di lavoro in un ospedale fatiscente ed a cui vorrebbe rinunciare visto che ha intrapreso la carriera di rappresentante farmaceutico. Bruce sostiene Zola nella sua azione legale e, nonostante le differenze caratteriali, il rapporto tra di loro sembra funzionare.

## Una vittima innocente
- Titolo originale: Roses and Truth
- Diretto da: Kevin Dowling
- Scritto da: Lyla Oliver

### Trama
Amy cerca di dimenticare il suo persecutore e nel frattempo deve occuparsi del caso di un’insegnante di liceo che accusa di violenza sessuale uno dei suoi studenti, il quale sostiene che invece tra loro vi era una relazione. Kyle è costretto a svolgere ogni genere di mansione non medica durante i suoi primi giorni di lavoro all’ospedale. Maxine cerca di rintracciare la madre di una neonata abbandonata. Gillian sostiene di non sentirsi bene, ma nessuno sembra darle ascolto.

## Accordi prematrimoniali
- Titolo originale: Damage Control
- Diretto da: James Frawley
- Scritto da: Paul Guyot

### Trama
Amy si sente maggiormente al sicuro dopo che Bruce ha chiesto ad un detective della polizia di proteggerla da Jason Lobdel. In aula arriva il controverso caso di un dodicenne vittima di pedopornografia che è sotto accusa per intralcio alla giustizia in quanto si rifiuta di rivelare il nome del suo molestatore. Maxine è infastidita da chi pensa che sposando Jared diventerà ricca e chiede al suo fidanzato un accordo prematrimoniale, mentre per lavoro deve occuparsi di una donna che non ha rispettato un ordine restrittivo contro il marito violento. Kyle è molto stanco per i turni massacranti in ospedale ed è tentato di ricorrere di nuovo alle droghe.

## Paura d'esame
- Titolo originale: A Pretty Good Day
- Diretto da: Joe Ann Fogle
- Scritto da: Dawn Comer Jefferson

### Trama
Amy è chiamata a giudicare un ragazzo accusato di avere messo una falsa bomba a scuola creando panico e confusione, ma il caso è complicato dal fatto che l’imputato è nato in Afghanistan. Kyle discute con Lily a proposito delle cure per una donna senzatetto malata terminale. Maxine è contrariata dal fatto che Kimberly non esiti ad usare il caso di un’adolescente in pericolo come merce di scambio per riavere il suo posto.
- Altri interpreti: Kristin Lehman (Lily), Alice Dodd (Kimberly)

## Bambini e uomini
- Titolo originale: Boys to Men
- Diretto da: Helen Shaver
- Scritto da: Barbara Hall

### Trama
Amy e Maxine cercano di tornare alla loro vita dopo la morte di Jason Lobdel per mano di Eric. Amy presiede al caso di quattro studenti di un esclusivo college accusati di stupro di gruppo nei confronti di una liceale. Maxine accetta la proposta di Jared di anticipare il loro matrimonio e cerca di usare tutta la sua influenza per evitare che Eric sia processato come un adulto. Zola Knox chiede a Bruce di partecipare a un evento.
- Altri interpreti: Kathryne Dora Brown (Zola Knox)

## Bugie
- Titolo originale: People of the Lie
- Diretto da: Andrew Robinson
- Scritto da: Karen Hall

### Trama
Amy deve decidere sull’affidamento di una bambina di sei anni che accusa il padre di abusi sessuali e cerca di capire se la bambina sia stata spinta a muovere accuse false. Per ragioni di studio, Donna passa alcuni giorni seguendo ed osservando Maxine sul lavoro. Kyle riceve la visita della madre e della sorella in ospedale. Amy è molto preoccupata perché Michael decide di cancellare la mediazione nella loro disputa per l’affido di Lauren.
- Altri interpreti: Richard Burgi (Michael)

## Rapporti inappropriati
- Titolo originale: Lost and Found
- Diretto da: James Hayman
- Scritto da: Alex Taub

### Trama
La battaglia per la custodia di Lauren continua ed Amy deve sottoporsi ad un’ispezione familiare che accerti le sue capacità genitoriali. In aula arriva il caso di una madre che chiede che il proprio figlio scomparso da oltre quattro anni venga dichiarato morto, contro il parere del padre che invece continua a cercarlo. Kyle cerca di rintracciare un paziente che è in grave pericolo di salute perché Lily lo ha prematuramente ed erroneamente dimesso dall’ospedale. Maxine è turbata dal fatto che Sean sembra essere attratto da una madre affidataria.
- Altri interpreti: Kristin Lehman (Lily)

## Paura di cambiare
- Titolo originale: Ye Olde Freedom Inn
- Diretto da: Kevin Dowling
- Scritto da: Lyla Oliver

### Trama
Per farsi perdonare per avere accidentalmente bruciato il compito di Lauren, Amy, per accontentare la figlia e coinvolgendo anche Maxine, si offre per trascorrere un paio di giorni interpretando personaggi del diciottesimo secolo in una locanda a tema. In tribunale approda un caso di affidamento di minore, che Amy decide di restituire ai genitori che sembrano effettivamente cambiati. Zola rifiuta l’invito a cena di Bruce dicendogli che è già sentimentalmente impegnata. Kyle si prende cura di una quattordicenne che ha appena avuto un bambino all’insaputa della madre e cerca di convincerla a dire dove ha partorito per cercare di salvare il neonato. Gillian trova lavoro presso lo studio di un pediatra.
- Altri interpreti: Kathryne Dora Browne (Zola)

## Per amore di un figlio
- Titolo originale: The Best Interests of the Child
- Diretto da: Richard Gershman
- Scritto da: Randall Caldwell

### Trama
Nonostante l’avvocato di Amy l’abbia avvisata che il mantenimento della custodia di Lauren potrebbe dipendere proprio dalla testimonianza della figlia, Amy è fortemente contraria a mettere Lauren sul banco dei testimoni. Maxine continua a mantenere le distanze con Eric, convinta che sia nell’interesse del ragazzo che lei possa testimoniare a suo favore nel processo per omicidio. Kyle cerca di convincere la madre di un bambino di quattro anni gravemente malato a firmare un ordine di non rianimazione.

## Sfida al giudice
- Titolo originale: Wild Card
- Diretto da: Alan Myerson
- Scritto da: Matthew Witten

### Trama
Maxine si scontra con un subdolo avvocato nel tentativo di separare una bambina dai suoi genitori, dediti a feste sfrenate a base di sesso e droga. Amy cerca di risolvere la disputa fra un ex marito che non vuole più pagare il mantenimento per il figlio e la sua avida ex moglie, anche affidando a Bruce un tentativo di mediazione. Gillian continua a proporre idee per il matrimonio di Maxine. Kyle cerca di dare un po’ di riposo ad una coppia di genitori il cui figlio disabile è iperattivo anche di notte.

## Ispezione
- Titolo originale: Maxine, Interrupted
- Diretto da: James Frawley
- Scritto da: Karen Hall

### Trama
Una vecchia amica di Maxine, Sally Godwin, politico in carriera, in città con il pretesto di rivederla, finisce per rivelare che in realtà ha il compito di valutare il suo lavoro e prendere eventuali provvedimenti contro di lei. Amy è sorpresa da un padre che testimonia in aula a favore della figlia, nonostante essa sia sotto processo per avere complottato di ucciderlo. Bruce è il mediatore nel tentativo di conciliazione tra due anziani coniugi in lotta per ottenere la custodia del loro pappagallo. Kyle si trova di fronte una bambina di quattro anni con una malattia a trasmissione sessuale e si rivolge a Maxine.
- Altri interpreti: Sharon Gless (Sally Godwin)

## Ragazze che crescono
- Titolo originale: Sixteen Going on Seventeen
- Diretto da: Fred Gerber
- Scritto da: Alex Taub

### Trama
Amy è sorpresa nel rivedere nella propria aula Stuart Collins, ora avvocato difensore, ed i due sembrano mostrare ancora reciproco interesse. Peter e Gillian sono profondamente turbati per la salute del bambino in arrivo dopo i risultati di alcuni esami medici prenatali. In aula si discute il caso di un padre che chiede la custodia della figlia quattordicenne che, con il permesso ed il sostegno della madre, ha lasciato la scuola per diventare una sexy cantante pop. Maxine si occupa del caso di un ragazzo sopravvissuto alla guerra ed immigrato dal Sudan che si è allontanato dai genitori affidatari.
- Altri interpreti: Reed Diamond (Stuart Collins)

## Tutta la verità
- Titolo originale: Judging Eric
- Diretto da: Donna Deitch
- Scritto da: Hart Hanson

### Trama
Nancy Paul, giudice eccentrico e petulante, è chiamata a presiedere il processo per omicidio di Eric Black. La famiglia Gray festeggia il diciassettesimo compleanno di Eric al centro di detenzione. Bruce e Zola, tornata single, provano ad uscire insieme. Kyle è alle prese con un paziente diabetico che si aggrava inspiegabilmente.
- Altri interpreti: Rosie O'Donnell (Nancy Paul)

## Questione di fiducia
- Titolo originale: Looking for Quarters
- Diretto da: James Hayman
- Scritto da: Paul Guyot

### Trama
I rapporti di lavoro fra Amy e Bruce diventano complicati a causa della nuova relazione di Bruce e della sua conseguente freddezza con Amy. Maxine si trova ad affrontare l’ostilità di Sean, che la ritiene responsabile della fuga di Eric. Amy si scontra con Lauren che, appoggiata da Peter e Maxine, vorrebbe giocare a hockey. Kyle chiede al suo sponsor il permesso di intraprendere una relazione romantica con Heather. In tribunale, Amy affronta il caso di due ragazzi organizzatori di un rave party durante il quale una quindicenne è morta per overdose di ecstasy.

## Una bugia di troppo
- Titolo originale: Just Say Oops
- Diretto da: Helen Shaver
- Scritto da: Dawn Comer Jefferson

### Trama
Una coppia di genitori attivisti per la legalizzazione delle droghe leggere compare nell’aula di Amy perché il loro figlio di sette anni è stato sorpreso a fumare marijuana a scuola. Maxine deve accertare se le accuse di un ex poliziotto nei confronti dell’ex moglie sul consumo di droga siano vere e se sia o meno una madre affidabile. Amy accetta l’invito a cena di Stuart (). Lily inizia a trattare Kyle più duramente del solito. Gillian continua a pianificare un matrimonio grandioso senza dare ascolto a Maxine.
- Altri interpreti: Reed Diamond (Stuart)

## Requiem
- Titolo originale: Requiem
- Diretto da: Peter Levin
- Scritto da: Barbara Hall

### Trama
Amy si lascia convincere ad intraprendere una romantica gita in campeggio con Stuart. Maxine attende con ansia il ritorno di Jared per celebrare il semplice ed intimo matrimonio che hanno pianificato insieme in segreto. Purtroppo le cose cambiano improvvisamente quando arrivano cattive notizie dalla Cina.

## Il ritratto della perfezione
- Titolo originale: Picture of Perfect
- Diretto da: Kenneth D. Zunder
- Scritto da: Stephanie Ripps

### Trama
Maxine rientra al lavoro due settimane dopo la morte di Jared ed è costretta a togliere un bambino alla madre, che risulta essere una ragazza di cui la stessa Maxine si era occupata molti anni prima, sistemandola presso una famiglia affidataria. Amy si deve occupare del caso di una ragazza che frequenta una scuola per adolescenti sovrappeso a proposito della quale i genitori sono in disaccordo. Kyle promette ad una giovane donna vittima di un incidente che la chirurgia plastica la farà tornare come prima, ma si scontra con il chirurgo che la deve operare e che intende limitarsi a ridurre le sue fratture.

## Il cancelliere
- Titolo originale: Cso: Hartford
- Diretto da: James Frawley
- Scritto da: Lyla Oliver e Paul Guyot

### Trama
Lauren trascorre un pomeriggio con Maxine in occasione di una giornata che prevede di trascorrere del tempo insieme ad un genitore mentre è al lavoro. Rebecca accompagna in tribunale Bruce, ma finisce per annoiarsi mentre il padre si occupa di un ragazzo a cui sta cercando di fare ottenere la piena libertà. Stuart deve andare a pranzo con la madre in occasione del suo compleanno e chiede ad Amy di accompagnarlo, visto che sua madre desidera conoscerla. L’ospedale ha bisogno di nuovo personale e Kyle chiede a Lily di prendere in considerazione la riassunzione di Heather.

## Paura di amare
- Titolo originale: Marry, Marry Quite Contrary
- Diretto da: Alan Myerson
- Scritto da: James Stanley e Dianne Messina Stanley

### Trama
Amy si sente combattuta circa il fatto di dire o meno a Lauren della sua relazione con Stuart. Peter è preoccupato per Gillian che è convinta che il loro bambino sarà una femmina, senza però averlo voluto chiedere al medico. Kyle riceve un invito da Lily per andare a teatro allo scopo di incontrare una finanziatrice dell’ospedale. Nell’aula di Amy compare una ragazza di sedici anni che chiede il permesso di sposarsi per non essere affidata di nuovo alla madre. Bruce non si fida di un ragazzo in libertà vigilata e del suo ufficiale di controllo e decide di investigare.

## Shock e terrore
- Titolo originale: Shock and Awe
- Diretto da: James Frawley
- Scritto da: Alex Taub

### Trama
Amy è oberata di lavoro in tribunale e non ha nemmeno il tempo di cercare di capire se davvero Stuart le abbia o meno proposto di sposarlo mentre si trovavano insieme in un negozio di abbigliamento. Kyle parla con Lily a proposito del fatto che sono stati sul punto di baciarsi, ma lei finisce per criticare il fatto che ha ripreso a bere alcolici. Un avvocato difensore estremamente stressato contesta in aula le decisioni di Amy nel caso di un quindicenne accusato di spaccio di droga. Maxine cerca di capire il motivo per cui una madre che ha recentemente perduto uno dei ragazzi che aveva in affido in un incidente voglia rinunciare anche all’altro. Gillian sospetta che Peter abbia una relazione con un’altra donna.
- Guest star: Tim Daly (Monty Fisher)